# Bulbophyllum caldericola
Bulbophyllum caldericola är en orkidéart som beskrevs av G.F.Walsh. Bulbophyllum caldericola ingår i släktet Bulbophyllum och familjen orkidéer. Inga underarter finns listade i Catalogue of Life.